# Portretrecht
Portretrecht is een verzamelnaam voor een recht dat mensen verkrijgen wanneer zij geportretteerd worden. Met dit recht kan een geportretteerde persoon zich in bepaalde gevallen verzetten tegen publicatie (openbaarmaking of verveelvoudiging en verspreiding) van zijn portret. Deze rechten kunnen per land verschillen.

## Nederland
In Nederland is het portretrecht een uitzondering op, of beperking van, het auteursrecht. Het is persoonlijk en kan niet worden overgedragen aan een ander, al is het sluiten van een exclusieve licentieovereenkomst wel mogelijk. Het wordt geregeld in de artikelen 19, 20 en 21 van de Nederlandse Auteurswet. De geportretteerde moet een redelijk belang hebben bij zijn verzet tegen openbaarmaking. Uit jurisprudentie blijkt dat 'verzilverbare populariteit' ook als redelijke belang kan worden beschouwd, maar dit is niet absoluut.

## België
In België wordt gesproken van recht op afbeelding; (Frans: droit à l'image). Er bestaat geen expliciete wettelijke grondslag voor. De consecratie ervan als persoonlijkheidsrecht heeft vorm gekregen door toedoen van rechtspraak en rechtsleer. Het wordt gezien als inherent aan het recht op eerbiediging van het privéleven. Deelaspecten ervan worden geregeld in een aantal wettelijke bepalingen, zoals de Privacywet en sinds 1886 in de Auteurswet (artikel 10).

## Canada
Canada kent geen specifiek portretrecht. In 1998 bepaalde het Hooggerechtshof van Canada in Aubry versus Éditions Vice-Versa Inc. dat het publiceren van een portret, dat in de openbare ruimte was gemaakt zonder toestemming, een inbreuk vormde op het recht op privacy van de geportretteerde.

## Verenigd Koninkrijk
Het Verenigd Koninkrijk kent geen portretrecht.

## Verenigde Staten
De Verenigde Staten kennen geen specifiek portretrecht. Het is er een onderdeel van de persoonlijkheidsrechten (personality rights, right of publicity, die per staat verschillen.

## Jurisprudentie van het Europees Hof voor de Rechten van de Mens
Het Europees Hof voor de Rechten van de Mens (EHRM) krijgt regelmatig te maken met de afweging tussen het privacybelang van geportretteerden (art. 8 EVRM) en (meestal) vrijheid van meningsuiting (art. 10 EVRM). De Caroline von Hannover-arresten geven een goede indruk van hoe het EHRM met deze belangenafweging omgaat.